# Radzymin (stacja kolejowa)
Radzymin – stacja kolejowa na linii kolejowej Tłuszcz – Legionowo, położona w Radzyminie, w województwie mazowieckim, w Polsce. 

## Ruch pasażerski[1]
| Rok  | Wymiana pasażerska na dobę |
| ---- | -------------------------- |
| 2017 | 0-9                        |
| 2018 | 0-9                        |
| 2019 | 0-9                        |
| 2020 | 100-149                    |
| 2021 | 100-149                    |
| 2022 | 200-299                    |
| 2023 | 300-499                    |

## Połączenia
| Przewoźnik         | Linia                                                                                           | Trasa                                                                  |
| ------------------ | ----------------------------------------------------------------------------------------------- | ---------------------------------------------------------------------- |
| SKM Warszawa       |                                                                                                 |                                                                        |
| S40                | Piaseczno - Warszawa Zachodnia ( peron 9 )– Warszawa Gdańska – Legionowo – Wieliszew – Radzymin |                                                                        |
| Koleje Mazowieckie | RE91                                                                                            | Tłuszcz – Radzymin – Legionowo Przystanek – Modlin – Nasielsk – Sierpc |